# Sokil–300

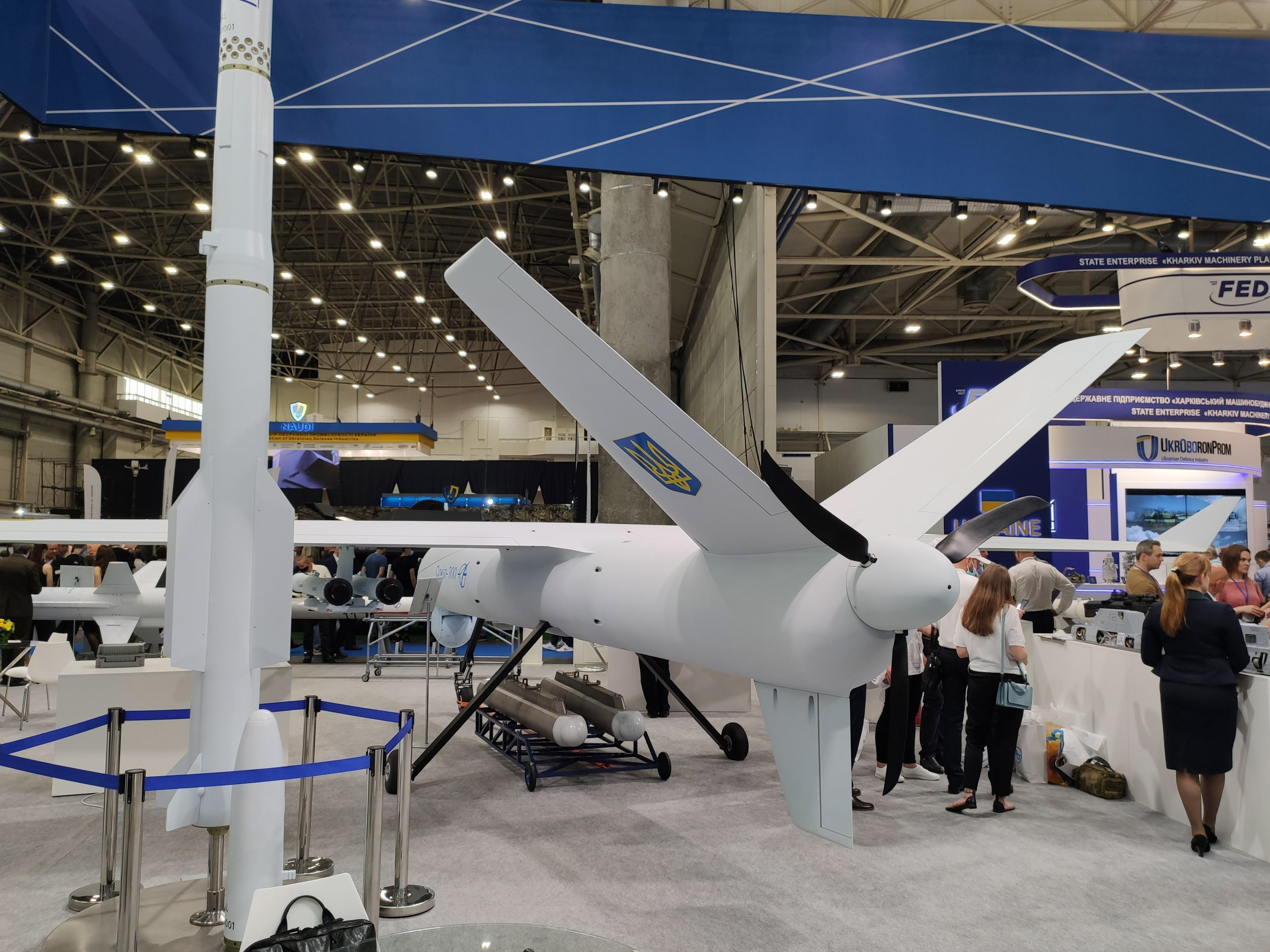
Das Triebwerk einer Sokil-300

Die Sokil–300 (dt. „Falke“) ist eine in der Entwicklung befindliche Kampf- und Aufklärungsdrohne des staatlichen ukrainischen Rüstungsunternehmens Konstruktionsbüro Luch.

## Entwicklungsgeschichte
Ein Anschauungsmodell der Sokil-300 wurde nach 1,5 Jahren Entwicklung erstmals am 6. November 2020 im Gebäude des Staatsunternehmens Schuljany Maschinenfabrik VISAR präsentiert und dann auch auf der IDEX-2021 im Februar 2021 in den Vereinigten Arabischen Emiraten vorgestellt.
Das Konstruktionsbüro Luch hat bei der Entwicklung versucht, auf bestehende Komponenten zurückzugreifen, z. B. optoelektronische Zielerfassung und Waffenaufhängung von Hubschraubern oder Flugsteuerungs- und Trägheitsnavigationssystem sowie Antriebskomponenten des Marschflugkörpers Neptun.
Sokil-300 ist technisch und im Einsatzprofil ähnlich zur türkischen Bayraktar TB2. Luch bewarb den Prototyp als eine kostengünstige Alternative zur erfolgreichen TB2. Die Geldgeber sollten es ermöglichen, eine Serienfertigung aufzubauen; dabei sollte der Anschaffungspreis etwa 1,5 Millionen Dollar pro Stück betragen.
Es ist anzunehmen, dass Sokil–300 dem ukrainischen Bedürfnis entsprang, eigene Drohnen zu produzieren. Denn während des Krieges im Donbas verfügte die Ukraine über kein vergleichbares Waffensystem und sah sich gezwungen, die türkische Bayraktar TB2 teuer zu kaufen, welche im März 2019 geliefert wurde. Danach ging die Ukraine mit dem Drohnenhersteller Baykar Kooperationen ein, so dass wahrscheinlich von dort Know-how in das Sokil-300-Projekt eingeflossen ist. Ob das Projekt weiterverfolgt wird, ist unklar; Bayraktar TB2 war in der Anfangszeit des russischen Überfalls auf die Ukraine sehr erfolgreich, doch dann durch angepasste russische Luftabwehr verdrängt.

## Technische Eigenschaften
Sokil-300 kann mit drei verschiedenen Motoren ausgestattet werden; je nach Motorisierung hat das System verschiedene Eigenschaften wie Reichweite, Geschwindigkeit, Flugdauer oder Startgewicht. Der Aktionsradius bei direkter Steuerung mittels einer Bodenstation beträgt 150 km.
| Eigenschaft           | Wert                                                                               |
| --------------------- | ---------------------------------------------------------------------------------- |
| Flugreichweite        | - AI–450T2 – 1300 km - MS–500B–05S/SE – 1000 km - Rotax 914 – 3300 km              |
| Höchstgeschwindigkeit | - AI–450T2 – 580 km/h - MS–500B–05S/SE – 466 km/h - Rotax 914 – 210 km/h           |
| Maximale Flugdauer    | - AI–450T2 – 5 Stunden - MS–500B–05S/SE – 3 Stunden - Rotax 914 – 26 Stunden       |
| Nutzlast              | 300 kg                                                                             |
| Bewaffnung            | Lenkflugkörper vom Typ RK-2P, R2-M und RK-10 mit einer Reichweite von bis zu 10 km |